# 스타크래프트 II: 군단의 심장
《스타크래프트 II: 군단의 심장》(StarCraft II: Heart of the Swarm)은 《스타크래프트 II: 자유의 날개》의 확장팩이다. 확장팩이므로 기존 《스타크래프트 II: 자유의 날개》원본이 설치되어 있어야 했으나 《스타크래프트 II: 공허의 유산》출시 전 스탠드 얼론(Stand Alone)으로 변경되어 군단의 심장 하나로 독립 실행이 가능해졌다.
게임의 배경은 '자유의 날개'의 이후를 다루고 있으며 스토리는 자유의 날개에 이어져 진행된다. 이 확장팩에서는 멀티플레이 유닛과 종족 저그(스타크래프트의 종족)를 중심으로한 캠페인 유닛이 추가되었다. 캠페인은 사라 케리건이 테란의 황제인 아크튜러스 맹스크에게 복수를 하기 위해 군단을 재집결시키는 내용을 담고 있다.

## 게임플레이
군단의 심장은 20개의 미션(플레이어가 유닛을 업그레이드할 수 있는 7개의 진화 미션 포함)으로 구성된 싱글 플레이어 캠페인을 특징으로 하며 자유의 날개의 스토리를 이어간다. 플레이어는 최근 짐 레이너(Jim Raynor)에 의해 인간의 모습으로 돌아온 사라 케리건(Sarah Kerrigan)의 관점에서 플레이한다. 자유의 날개와 유사하게 브리핑 룸에서는 이번에는 생물선 역할을 하는 거대한 저그 품종인 리바이어던(Leviathan)에 대한 대화형 탐색이 가능하다. 케리건과 그녀의 동료들은 신경 중심에 위치해 있다. 그녀는 자신의 능력을 변경할 수 있는 개인실을 갖고 있으며, 유닛을 업그레이드하고 진화 마스터인 아바투르와 함께 진화 임무를 수행할 수 있는 진화 구덩이도 있다.
블리즈컨 2011(BlizzCon 2011)에서 군단의 심장에는 7개의 새로운 멀티플레이어 유닛이 등장하고, 3개의 유닛이 제거되고 기존 유닛과 건물의 능력이 변경된다는 사실이 공개되었다. 이후 정확한 수정 사항이 변경되었다. 블로그 게시물에서 게임 디렉터 더스틴 브라우더(Dustin Browder)는 유닛의 현재 상황을 설명했다.

## 개발
스타크래프트 II의 개발은 2007년 5월 19일 대한민국 서울에서 열린 블리자드 월드와이드 인비테이셔널에서 발표되었다. 2008년 6월 블리자드 월드와이드 인비테이셔널에서 블리자드 부사장 롭 팔도(Rob Pardo)는 스타크래프트 II가 테란에 초점을 맞춘 자유의 날개(Wings of Liberty)로 시작하여 저그를 중심으로 한 군단의 심장(Heart of the Swarm)으로 이어지는 3부작 게임으로 출시될 것이라고 말했다. 그리고 마지막으로 프로토스에 헌정된 공허의 유산이다. 블리자드의 스토리보드 팀은 자유의 날개의 게임 플레이가 개선되는 동안 이미 2010년 초에 군단의 심장을 작업하고 있었다. 자유의 날개는 2010년 7월 27일에 출시되어 많은 비평가들의 찬사를 받았다.
저그 크립의 모양과 동작에 대한 업그레이드와 게임 환경 렌더링에 대한 일부 개선을 포함하여 게임의 그래픽 엔진에 몇 가지 업데이트가 이루어질 것이다. 그러나 확장팩의 하드웨어 요구 사항은 자유의 날개와 동일하다.
2012년 4월 30일, 블리자드는 계획된 베타 출시에 앞서 군단의 심장의 최신 멀티플레이어 빌드를 MLG 스프링 챔피언십(6월 8~10일)에서 플레이할 수 있을 것이라고 발표했다. 실제 출시 날짜는 발표되지 않았다.
2012년 8월 15일, 블리자드는 멀티플레이어 베타가 곧 시작될 것이라고 발표했다. 2012년 9월 4일부터 블리자드는 멀티플레이어 베타의 비공개 베타 테스트를 시작하여 프로 게이머, 언론인, 아케이드 콘테스트 우승자 및 해설자에게 공개했다. 베타 테스터는 비공개 계약을 맺지 않았으므로 게임 스트리밍, 사진 공개 등을 자유롭게 할 수 있었다. 군단의 심장 베타는 2013년 3월 1일에 종료되었다.
블리자드는 2013년 3월 12일 여러 국가에서 PC 및 맥 시스템용 군단의 심장을 공식 출시했다.

## 평가
| StarCraft II: Heart of the Swarm |         |
| --- | ------- |
| 통합 점수 통합사 점수 게임랭킹스 86.39% [ 2 ] 메타크리틱 86/100 [ 3 ] 평론 점수 평론사 점수 에지 90/100 [ 4 ] 유로게이머 9/10 [ 5 ] 게임 인포머 8.75/10 [ 6 ] 게임스레이더+ 4.5/5 [ 7 ] IGN 8.6/10 [ 8 ] Joystiq 4/5 [ 9 ] PC 게이머 (UK) 91% [ 10 ] VideoGamer.com 9/10 [ 11 ] |         |
| 통합 점수 |         |
| 통합사 | 점수    |
| 게임랭킹스 | 86.39%  |
| 메타크리틱 | 86/100  |
| 평론 점수 |         |
| 평론사 | 점수    |
| 에지 | 90/100  |
| 유로게이머 | 9/10    |
| 게임 인포머 | 8.75/10 |
| 게임스레이더+ | 4.5/5   |
| IGN | 8.6/10  |
| Joystiq | 4/5     |
| PC 게이머 (UK) | 91%     |
| VideoGamer.com | 9/10    |

스타크래프트 II: 군단의 심장은 출시 첫 이틀 동안 전 세계적으로 약 110만 장을 판매했으며, 2013년 1분기에 가장 많이 팔린 PC 게임이었다.
리뷰 수집업체 메타크리틱에 따르면 스타크래프트 II: 군단의 심장은 비평가들로부터 "대체로 호평"을 받았다. PC 게이머는 이 게임에 91%의 점수를 주면서 "경쟁 전략 게임에 관심이 있는 모든 사람에게 필수적인 전통적인 RTS이며 그렇지 않은 모든 사람에게 적극 권장된다."라고 평가했다. 게임스팟의 글을 쓰고 있는 대니얼 섀넌(Daniel Shannon)은 게임의 "환상적으로 다양한 캠페인과 재미있는 온라인 플레이"를 칭찬하면서 게임을 "부진하다"고 비판하면서 게임을 8/10으로 평가했다. 그는 주인공 케리건의 특성을 "지루하고 그녀의 행동이 종종 이해하기 어렵다"고 비판했다.

## 참고 자료
- 블리자드, "스타2 저그편 캠페인은 테란과 다를 것"
- 블리즈컨2010 스타크래프트2, "군단의 심장에서 신규 유닛 선보일 것!
- 스타2 저그 패키지, `군단의 심장` 5월 최초 공개!